# 아크로티리 데켈리아의 코로나19 범유행
다음은 영국의 해외 영토인 아크로티리 데켈리아의 코로나바이러스감염증-19 범유행에 대한 글이다.

## 연혁
3월 13일, 키프로스는 영국에서 오는 모든 사람들에게 14일간의 자가 격리를 하는 규칙을 시행하였다. 이 조치에는 영국에서 아크로티리 데켈리아로 오는 사람들도 포함되었다. 아크로티리 데켈리아에서는 몇몇 사람이 자가 격리를 하고 있었으며, 스포츠 활동 등은 외부에서 오는 방문객의 수를 줄이기 위해 전부 취소되었다.
3월 15일, 아크로티리 데켈리아에서 처음 확진자가 두 명이 발견되었고, 영국군은 영국 공군 기지에 두 명 모두 격리시켰다. 확진자는 3월 13일 파포스 국제공항을 통해 입국하였으며, 모두 가벼운 증상이 나타난 후에 양성판정을 받았다. 이후 접촉자 추적을 시작하였다.
3월 18일, 세 번째 확진자가 발견되었다. 이날 아크로티리 데켈리아는 4월 20일까지 영토 내에 있는 6개 학교 모두에 휴교령을 내리겠다고 발표하였다.